# Prezident Íránu
Prezident Íránu (persky رئیس‌جمهور ایران‎) je hlavou vlády Íránské islámské republiky. Prezident je po nejvyšším vůdci druhým nejvýše postaveným představitelem Íránu.
Prezident musí před složením přísahy v parlamentu získat oficiální souhlas nejvyššího vůdce a nejvyšší vůdce má pravomoc odvolat zvoleného prezidenta, pokud byl parlamentem obžalován nebo pokud ho nejvyšší soud shledal vinným z porušení ústavy. Prezident vykonává dekrety a zodpovídá se nejvyššímu vůdci, který funguje jako hlava státu. Na rozdíl od výkonné moci v jiných zemích nemá íránský prezident plnou kontrolu nad vládou, která je v konečném důsledku pod přímou kontrolou nejvyššího vůdce. Před volbami musí být kandidáti schváleni Radou dohlížitelů. Členy Rady dohlížitelů vybírá nejvyšší vůdce. Prezident je volen v přímé volbě na čtyřleté období a nesmí kandidovat více než dvě po sobě jdoucí období.
Kapitola IX. Ústavy Íránské islámské republiky stanoví podmínky pro kandidáty na prezidenta. Prezident plní funkci vykonavatele dekretů a přání nejvyššího vůdce, včetně: podepisování smluv se zahraničím a mezinárodními organizacemi; a správy národního plánování, rozpočtu a záležitostí státní zaměstnanosti. Prezident také jmenuje ministry, což podléhá schválení parlamentu a také nejvyššího vůdce, který může kdykoli odvolat nebo znovu jmenovat kteréhokoli z ministrů a viceprezidentů bez ohledu na rozhodnutí prezidenta nebo parlamentu. Nejvyšší vůdce také přímo vybírá ministry obrany, zpravodajských služeb, zahraničních věcí a vnitra, jakož i některých dalších ministerstev, například ministerstva vědy. Regionální politika Íránu je přímo řízena úřadem nejvyššího vůdce, přičemž úkoly ministerstva zahraničních věcí se omezují na protokolární a slavnostní příležitosti. Například všechny íránské velvyslance v arabských zemích vybírají jednotky Quds, které jsou přímo podřízeny nejvyššímu vůdci.
Současný dlouholetý nejvyšší vůdce Alí Chameneí, který vládne Íránu již více než tři desetiletí, vydává dekrety a činí konečná rozhodnutí v oblasti hospodářství, vzdělávání, životního prostředí, zahraniční politiky, národního plánování a téměř všeho ostatního v zemi. Chameneí také s konečnou platností rozhodoval o míře transparentnosti voleb v Íránu a propouštěl a znovu jmenoval členy prezidentského kabinetu.
Současným prezidentem je Masúd Pezeškján, který se ujal úřadu 30. července 2024. Ve funkci vystřídal Mohammada Mokhbera, který byl v úřadu od května 2024 jako nástupce po náhlém úmrtí prezidenta Ebráhíma Raísího.